# Río Alcudia
El río Alcudia, también llamado río Cabra en su tramo alto, es un afluente del Guadalmez, a su vez tributario del Zújar, afluente del Guadiana. Nace en Ventillas (Fuencaliente), dentro del Valle de Alcudia al que da nombre, en la provincia de Ciudad Real.

## Curso
Mide unos 71 kilómetros y tiene curso en las cercanías de Alamillo por una cañada de diez kilómetros de anchura y más de sesenta de largo entre cordilleras de montañas y pintorescos valles cuajados de pasto que sirven de alimento al ganado, principalmente ovino, dando lugar a un paisaje alomado labrado por su erosión y la de sus afluentes sobre los esquistos precámbricos del Valle de Alcudia. Este está recorrido por numerosos arroyos que confluyen en este pequeño río como en otros numerosos del mismo valle, como son el Tablillas, el Tartaneros y el Valdeazogues.

## Catástrofe del puente de Alcudia
El Alcudia tiene hacia su mitad un puente de tres tramos de metal inaugurado en 1864 para el paso del ferrocarril de Badajoz a Madrid, entre los pueblos de Chillón y Almadenejos. En él tuvo lugar el famoso accidente ferroviario conocido como catástrofe del puente de Alcudia el día 27 de abril de 1884, en el cual perecieron más de cincuenta personas ahogadas en él.